# هت زانت
هت زانت (به هلندی: 't Zandt) یک منطقهٔ مسکونی در هلند است که در لوپرسوم واقع شده‌است. هت زانت ۸۶۷ نفر جمعیت دارد.